# Carolina (canción de M-Clan)
Carolina es el título de una canción de la banda española M-Clan.

## Descripción
El tema se publicó por primera vez en 2001, formando parte del LP en directo Sin enchufe.
La canción alude a la persecución que una niña (no tiene edad para hacer el amor), a fin de tener relaciones sexuales, somete al narrador quien, ante la situación le pide ser tratado bien bajo advertencia de que, en caso contrario al final te tendré que comer.
La letra del tema ha sido objeto de polémica, mencionándose la pedofilia (al modo de Lolita, de Nabokov) y de machismo. El autor ha rechazado firmemente estas acusaciones. Si bien admitiendo que la narración se sitúa al borde de la legalidad por las connotaciones derivadas de la minoría de edad de la protagonista, recuerda que en la letra es ella la que tiene el control de la situación y en cualquier caso, recalca que es una mera historia de ficción. También reconoce que 20 años más tarde, por las posibles reacciones adversas desde el punto de vista socio-ambiental, sería impensable publicar esa canción. Por si fuera poco, mucha gente pensó que Carolina era una metáfora o nombre en clave para hablar de la cocaína, aunque el compositor ha negado que esta interpretación sea correcta.
Alcanzó el número 1 de la lista de Los 40 principales el 31 de marzo de 2001. El tema ha sido clasificado por la revista Rolling Stone en el número 153 de las 200 mejores canciones del pop rock en español, según el ranking publicado en 2010.

## Versiones
En 2014 M-Clan interpretó en concierto Carolina junto a Fito Cabrales. Esta versión fue incluida en su álbum en directo Dos noches en el Price.
El tema ha sido versionado por Alejandro Parreño en el talent show de Televisión española Operación Triunfo (2001). También fue interpretada por Santi Rodríguez en el programa de Antena 3 Tu cara me suena (2014).